# Вулиця Гулі Корольової
Вулиця Гу́лі Корольо́вої — зникла вулиця, що існувала в Жовтневому, нині Солом'янському районі міста Києва, місцевість Казенні дачі. Пролягала від вулиці Гетьмана (на той час — Індустріальної) до тупика.

## Історія
Вулиця виникла на початку XX століття під назвою 1-ша Дачна, з 1955 року — Смоленський проїзд. У 1961 році була названа на честь Гулі Корольової. 
Ліквідована в середині 1980-х років у зв'язку зі знесенням старої забудови.